# Macromitrium tylostomum
Macromitrium tylostomum är en bladmossart som beskrevs av Mitten, Roelof Benjamin van den Bosch och Sande Lacoste 1860. Macromitrium tylostomum ingår i släktet Macromitrium och familjen Orthotrichaceae. Inga underarter finns listade i Catalogue of Life.